# Obeidia fuscofumosa
Obeidia fuscofumosa là một loài bướm đêm trong họ Geometridae.